# Asipulo
Asipulo è una municipalità di terza classe delle Filippine, situata nella Provincia di Ifugao, nella Regione Amministrativa Cordillera.
Asipulo è formata da 9 baranggay:
- Amduntog
- Antipolo
- Camandag
- Cawayan
- Hallap
- Namal
- Nungawa
- Panubtuban
- Pula